# 達尼洛王儲
達尼洛·彼得羅維奇-涅戈什（1871年6月29日—1939年9月24日），蒙特內哥羅王儲，尼古拉一世的長子。

## 生平
1899年，達尼洛與梅克倫堡-施特雷利茨的尤塔結婚，兩人沒有子女。1910年，尼古拉一世成為蒙特內哥羅國王，達尼洛成為王儲。
尼古拉一世於1921年3月1日去世，達尼洛成為蒙特內哥羅的王位繼承人，但幾天後隨即將自己的頭銜讓給姪子米海洛。
達尼洛於1939年在維也納去世，享年68歲。